# Gustave Trouvé
Gustave Pierre Trouvé (2. ledna 1839 La Haye-Descartes, Indre-et-Loire – 27. července 1902 Paříž) byl francouzský elektrotechnik a vynálezce.

## Dětství
Gustave Trouvé se narodil do skromných poměrů, jeho otec, Jacques Trouvé, byl prodavačem dobytka. V roce 1850 vystudoval zámečnickou školu na vysoké škole v Chinonu. Studium kvůli chatrnému zdraví nedokončil a odjel do Paříže, kde začal pracovat u hodináře.

## Paříž
Vynalezl uhlíko-zinkovou baterii kapesní velikosti, která poháněla jeho miniaturní elektrické automaty, které se brzy staly velice populárními. Podobnou baterii vynalezl také Georges Leclanché, ta se však (na rozdíl od samotné baterie Trouvého) dostala do širšího povědomí veřejnosti.

## 70. léta

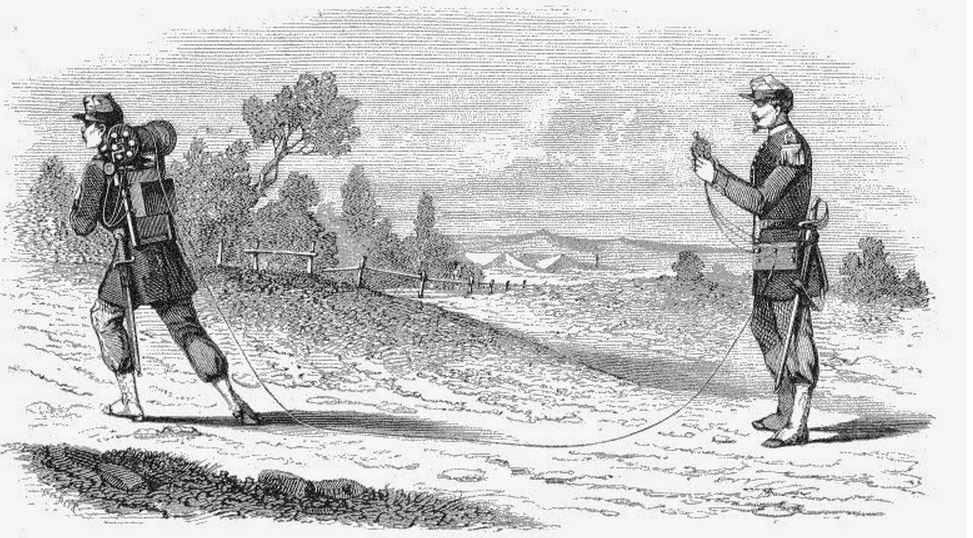
Vojenský telegraf

Gustave Trouvé se podílel na zlepšení komunikačních systémů. V roce 1872 vynalezl přenosný vojenský telegraf, který umožnil rychlou komunikaci až na vzdálenost jeden kilometr. 1874 vynalezl zařízení pro nalezení a vytáhnutí kovových objektů (například kulek) z těla pacientů. Tím vznikl prototyp dnešního detektoru kovů. V roce 1878 zvýšil hlasitost zvuku Bellova telefonního systému začleněním dvojité membrány. V tomto roce vynalezl velmi citlivý přenosný mikrofon. Trouvé se brzy stal známým a respektovaným vynálezcem díky talentu věci miniaturizovat. V témže roce inovoval polyskop, prototyp dnešního endoskopu. Trouvé tento přístroj opatřil osvětlením, které vznikalo žhavením platinového drátku. Zdrojem energie zde byla baterie, kterou vyrobil Trouvého přítel Gaston Planté.

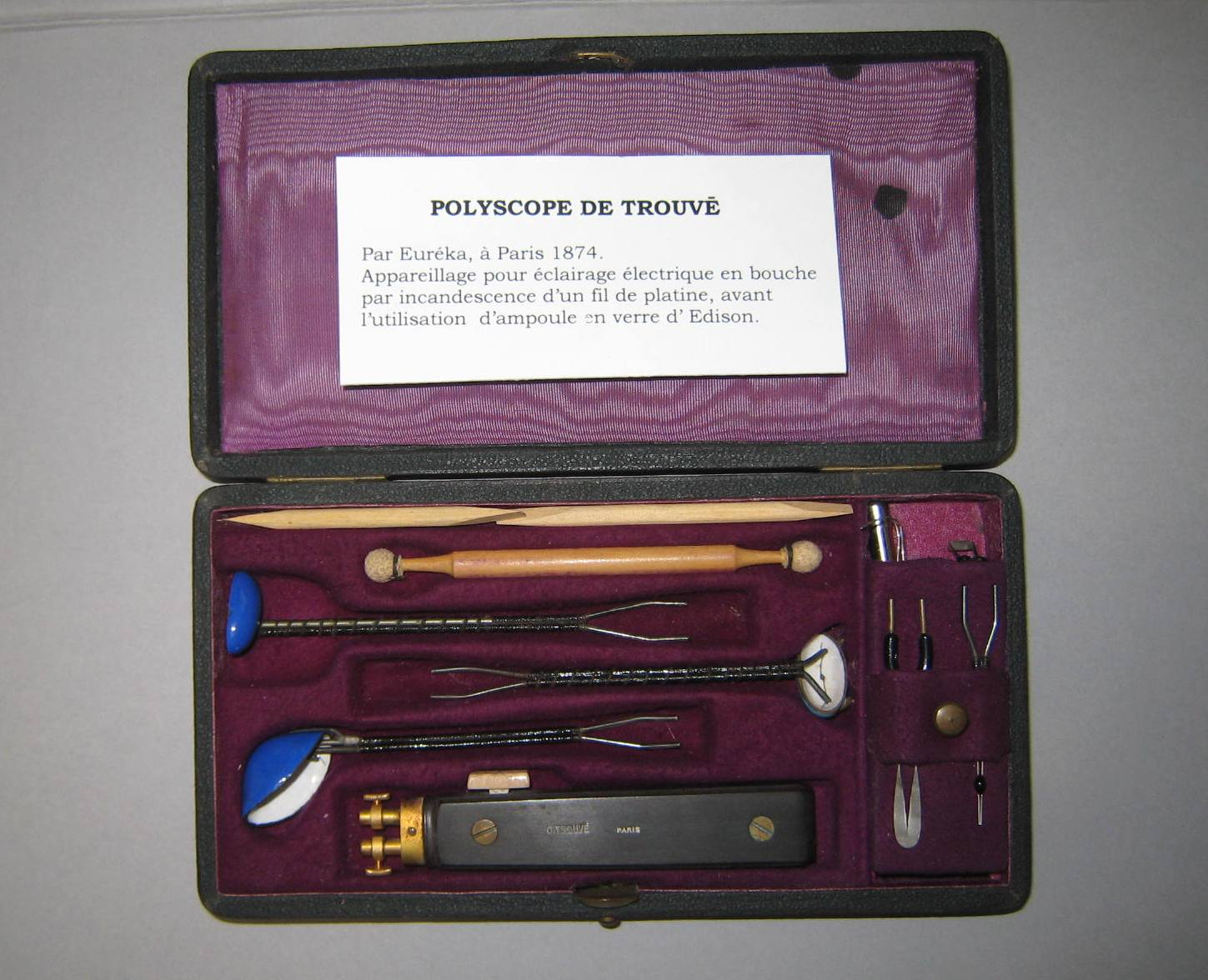
Polyskop

## 80. léta
V roce 1880 Trouvé zlepšil efektivitu malého elektrického motoru vyvinutého firmou Siemens a s využitím nedávno vyvinutého akumulátoru jej zabudoval do tříkolky Jamese Starleye; tak vzniklo první elektrické vozidlo na světě. Ačkoli tento vynález byl úspěšně testován 19. dubna 1881 na Rue Valois v centru Paříže, Trouvé jej nedokázal patentovat.

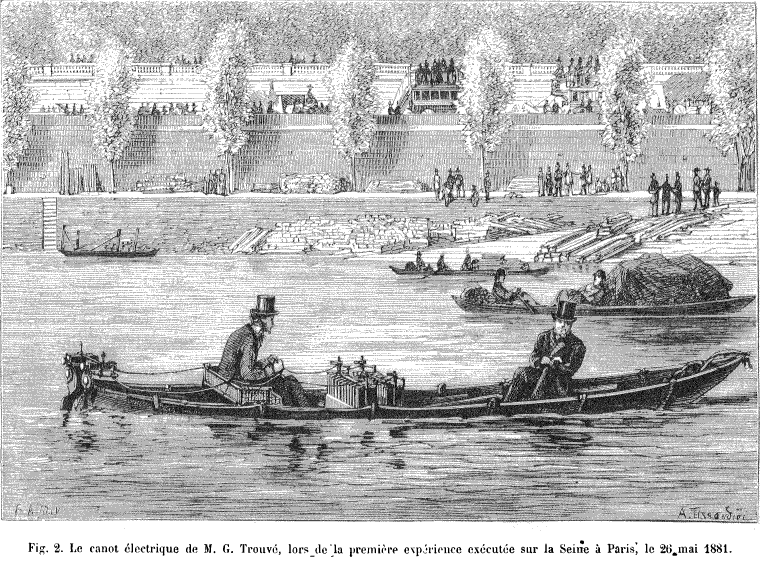
Elektromotorový člun při premiéře na Seině

Trouvé pohotově přizpůsobil svou baterií napájený motor k pohonu lodí; aby jej mohl snadno přenášet ze své dílny k nedaleké Seině, zkonstruoval jej jako přenosný a vyjímatelný z lodi. Tím zároveň vynalezl i přívěsný motor. Dne 26. května 1881 prototyp dosáhl rychlosti 1 m/s (3,6 km/h) proti proudu a 2,5 m/s (9 km/h) po proudu. Trouvé vystavoval svou loď (ne však svou tříkolku) a své elektro-lékařské nástroje na Mezinárodní elektrotechnické výstavě v Paříži a brzy poté mu byl udělen Řád Čestné legie.
Své elektrické motory dále zmenšoval, takže mohly pohánět například model vzducholodi, zubní vrtačku, šicí stroj či holicí stroj.
Gustave Trouvé poté vynalezl Photophore, baterií napájený čelový světlomet, který vyvinul pro Dr. Paula Hélota, jenž byl specialistou v oboru ušní-nosní-krční lékařství v Rouen. Soubor korespondence mezi těmito dvěma muži umožňuje datovat tento vynález do roku 1883. Trouvé svou čelovou lampu dále upravil pro horníky, záchranáře, a později speleology, ale také jako efektní zdroj různobarevného světla pro divadla v Paříži a Evropě. Lampa se stala známou jako „světelné elektrické klenoty“ a lze ji považovat za předchůdce dnešní nositelné elektroniky. V roce 1884 Trouvé opatřil elektrický člun elektrickým klaksonem a předním světlometem, což bylo vůbec poprvé, kdy takové elektrické příslušenství bylo aplikováno na dopravní prostředek. Vyvinul také přenosnou elektrickou bezpečnostní lampu. V roce 1887 Trouvé, který používal značku „Eureka“ (řecky εὕρηκα = „našel jsem“, přeloženo do francouzštiny J'ai trouvé), vyvinul „auxanoscope“, elektrický diaprojektor pro cestující učitele.

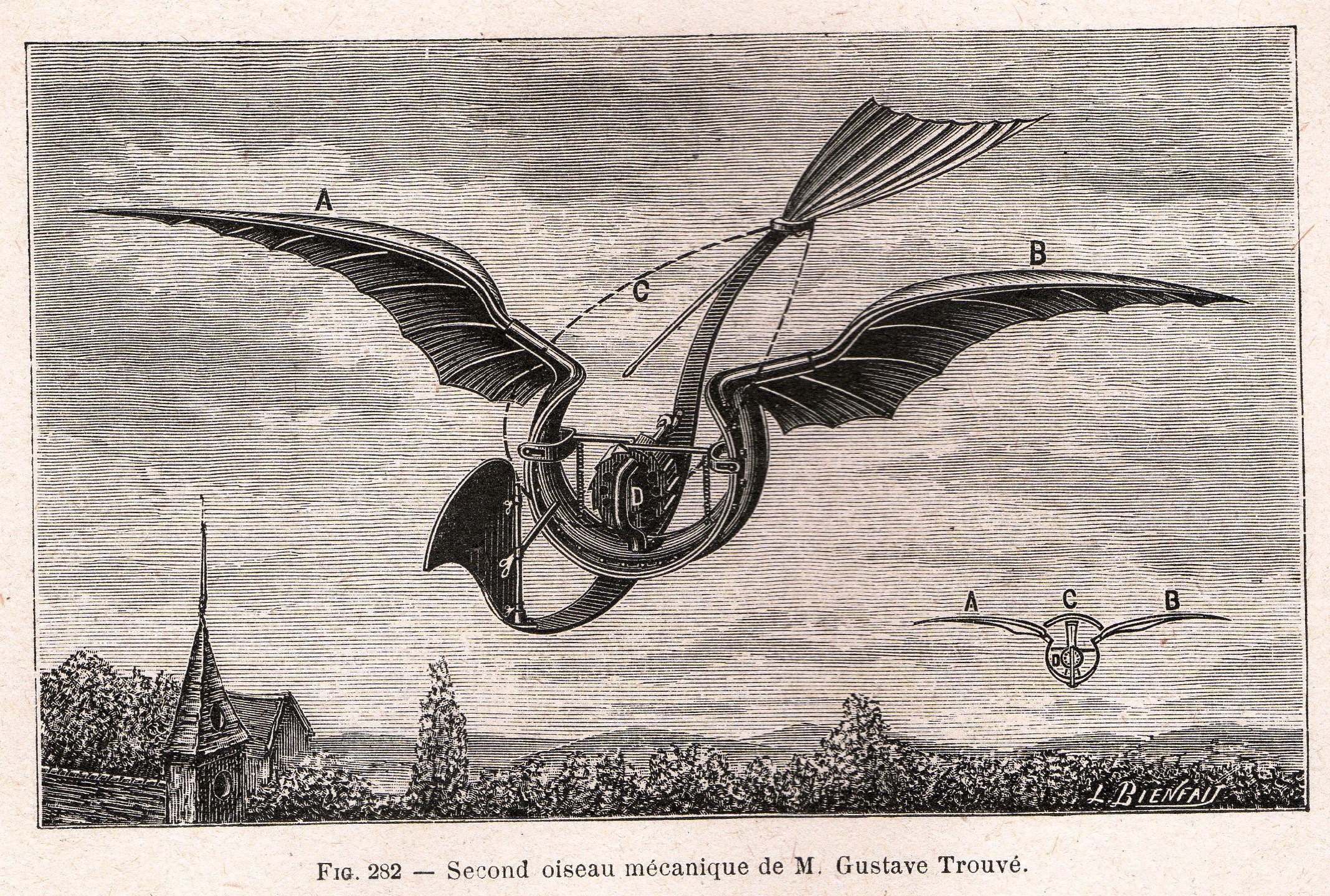
Mechanický pták

Zhruba ve stejném období Trouvé, starý mládenec, jenž se nezajímal o komercializaci, obrátil svou mysl k nebi. Přesvědčen o tom, že budoucnost patří strojům těžším než vzduch, úspěšně vyzkoušel upoutaný elektrický model vrtulníku. Postavil i mechanického ptáka, který dokázal uletět v té době neuvěřitelných 80 metrů. V roce 1889 vynalezl pušku na elektřinu, která měla přední světlo umožňující noční lov. Vyvinul také elektrický detekční systém pro noční rybolov.

## 90. léta
V roce 1891 vyvinul Trouvé elektrické mnohabarevné fontány pro domácí i venkovní použití. Viděl omezení elektrického napájení bez spolehlivé sítě a v roce 1895 se chopil nedávného objevu acetylenového světla a záhy jej využil pro domácí osvětlení. Mezi jeho 75 vynálezy byl také elektrický masážní stroj, elektrický klávesový nástroj založený na Savartově kole, baterií napájená nositelná záchranná vesta, pohon lodi vodním paprskem, proudnicové jízdní kolo a také několik dětských hraček.
V roce 1902 Trouvé vyvíjel nový malé přenosné zařízení, které používalo ultrafialové světlo k léčbě kožních onemocnění, prototyp PUVA terapie, přičemž si způsobil zranění na ruce. Ránu zanedbal, vznikla tak sepse a po amputacích 63letý vynálezce zemřel dne 27. července 1902 v nemocnici Saint-Louis.

## Zapomnění a rehabilitace
Když vypršel nájem hrobu na hřbitově jeho rodného města La Haye-Descartes, byly Trouvého ostatky uloženy do společného hrobu. Jeho archivy byly zničeny v únoru 1980 při náhodném požáru v radnici. V roce 2012, poté, co vyšla francouzská biografie anglického historika dopravy Kevina Desmonda, byla v místě jeho rodiště odhalena pamětní deska. O tři roky později, v roce 2015, poté, co vyšla rozšířená verze biografie v angličtině, byla druhá deska odhalena na zdi u jeho bývalé dílny (14 rue Vivienne, Paris 2ème).